# Къща на Стефан Тасев
Къщата на Стефан Тасев се намира на ул. „Елин Пелин“ № 1 в квартал „Лозенец“ в София.
Къщата е построена със заем от държавата в началото на 1920-те години за семейството на ген. Стефан Тасев. Тя е на три нива – етаж за собствениците, мансарден с чупки, лоджа и тераса за наематели и приземен. През 1926 г. в приземния етаж, за да изплати заема, Стефан Тасев отваря кръчма „Селект“. Кръчмата е посещавана от Елин Пелин, Александър Балабанов, Ангел Каралийчев, Елена Снежина, Сирак Скитник, които пишат статии и разкази в нея. Често след лов се отбива и цар Борис III. Сервира се вино от Карабунар и Виноградец. Заради множеството липи по улицата, Елин Пелин предлага на Стефан Тасев да преименува кръчмата на „Под липите“, което той два дни по-късно прави. През 1930 г. в къщата на втория етаж живее под наем Дора Габе. По това време сред най-честите гости е Елисавета Багряна. В къщата временно живее и актрисата Домна Ганева.
След Деветосептемврийския преврат къщата е национализирана и е става заведение към „Обществено хранене“. Сред най-честите посетители са журналистите от Българско национално радио. През 1991 г. къщата е продадена от наследниците на Стефан Тасев на Августин Пейчинов. През 2003 г. след цялостна реконструкция е открит ресторант „Под липите“.